# 内田静生
内田静生（うちだ しずお、1922年〈大正11年〉7月23日 - 1946年〈昭和21年〉3月15日）は昭和初期に活動した小説家、詩人。短命なグループだったが、北條民雄が中心となって作られた「文学サークル」の5人の1人である。ハンセン病を患っていた内田が、進行の遅い神経型だったことはあるにしても、少なくともプロミンの登場以前、ハンセン病作家で内田ほど長く創作を続けた者はいない。

## 略歴
1922年（大正11年）7月23日、石川県に生まれた。内田は、金沢の近くの農村出身だったという。内田の最後の私小説『秋の彼岸』によると、生家は農家で、母親は健在だったが、父親は内田が6歳のときに急性肺炎で亡くなっている。以後、内田は母親の女手一つで育てられた。
逓信省の職業養成所を卒業したが、16歳か17歳の頃にハンセン病を発病したらしい。家族にはハンセン病歴のある者はいなかったという。最初は熱心に医者にかかったが快癒せず、その後は迷信に頼っていたが、病状が悪化し外出が憚られるようになったため、家の一室に閉じこもって孤独な生活を続けた。家族や縁者に迷惑がかかることから周囲にハンセン病であることを知られることを恐れたため、長期間にわたって発熱しても医者も呼べない状態で生活していたが、22歳の時の1930年（昭和5年）5月11日に全生病院に入院することになった。
内田が入院した頃は、院内で詩の創作運動がやや盛んになりつつあった時期にあたっており、病院内で最初期の文芸創作グループ「九散会」が結成され、内田も参加した。内田が院内で作家活動を始めた当初はトルストイやドストエフスキーなどのロシア文学の強い影響下にあったらしい。しかし、年月とともに嗜好は変化し晩年には松尾芭蕉や、徳田秋声、志賀直哉に共感を示すようになった。
内田はおそろしく遅筆な作家で、一日5、6行しか書けず、多くても原稿用紙1枚がやっとだったというが、
ほとんどの時間を執筆に割き、所内作業には関わらなかった。所内作業をしないということは労賃を貰えないことを意味し、したがって事実上の無収入の中で生活を続けていた。そのため、貧しい患者たちの中でもとりわけ貧しい生活をしていた
。実際、内田が亡くなったときに残したものと言えば、それまでの作品や日記を除けば、古机と眼鏡だけだった。唯一の楽しみだった煙草の代金がなくなったり原稿用紙が切れた時にだけ、所内作業に出かけた。時間が惜しいため、もっとも短時間で作業が終わる汚染ガーゼの選別作業に出たが、この作業は最も不潔な作業だったという。
入院後間もなくの1931年（昭和6年）に内田はらい性神経痛を患い、ほとんど死にかけた。同時に、失明までには至らなかったが視力が著しく落ちた。また、1938年（昭和13年）には一時的ではあったが失明状態に陥った。間もなく回復したが、この時の経験から、以後失明に対する極度の恐怖心がつきまとうようになった。
1944年（昭和19年）になると、病気の悪化と療養所内の慢性的な飢餓のために徐々に失明に近づいていく。原稿用紙に以前のように書くことができなくなったため、白紙に大きな字を書いて作品を書き続けた。1945年（昭和20年）末、内田は腎臓を悪くしたため療養所内の九号病棟に入院した。1946年（昭和21年）3月15日未明に逝去。公式には腎臓病によるものだが、実際は栄養失調による死だとも言われている。
内田の最後の小説が『秋の彼岸』で、死を間近にした内田が友人の大津哲緒を呼んで「これは自分の文学上の最後の我儘である」と前置きした上で、『秋の彼岸』は今までの自分の作品よりは少しはましなものになったので『山桜』の発行が再開されたら、何度に分けてでもいいから掲載してほしいとくどく頼んで遺言した作品である。
『山桜』に発表後、北条民雄以来ハンセン病作家に助力を惜しまなかった川端康成が『秋の彼岸』に注目し、鎌倉文庫から出版されていた雑誌『人間』に掲載したい旨の手紙が送られ掲載が計画されたが、何らかの事情で中止になったため『山桜』以外での掲載は見送られた。同作品の一般商業レベルでの出版は、半世紀以上あとの2002年（平成14年）のことである。

## 評価
内田の諸作品に対する否定的言辞は少なくない。
内田の入院生活は16年間に及び、その間に詩、評論、感想、小説と多くのジャンルの作品を書いた。しかし、それがかえって各分野の作品で力の分散を招いたというのはしばしば言われることである。詩は平明でわかりやすいが、光岡良二や東條耿一のような才能には欠け、小説は麓花冷のような手腕はない、リアリズムとしての厳しさに欠ける、という評は一般的である。例えば、光岡良二は、詩を書くには十分に感覚的であるとは言えず、散文を書くには抒情に流れすぎる、という趣旨の文章を書いている。
しかし、そのような欠点があっても、内田の特に晩年の諸作品を評価する人は少なくない。盾木氾や光岡良二といった人たちがその代表的な例である。また、内田の最後の私小説である『秋の彼岸』は、内田の死後、「内田氏はこの様な作品を書かれるようになっていたのかと胸打たれました。」という手紙が送られ、鎌倉文庫から出版予定だったように、川端康成からも高く評価された。
1932年（昭和7年）に内田が書いた『忍び出る古里』について、野谷寛三は「昭和十年以前に「山桜」に発表された全文学作品中、最もすぐれたものだと思う」と述べ高く評価している。同様に光岡良二は、最晩年の作品を除いて内田の多くの作品に限界があることを認めつつも、その諸作品を高く評価している。書誌・「山桜」五十年史の17 昭和九～十年代の「山桜」（1）――内田靜生「水上の死」の中で、「水上の死」の冒頭を引いて、「この沈静な、乱れのない叙述の進め方はどうであろうか。これはもう、ほとんど名文と云ってもよい。」と書き、同39 内田靜生の遺作「秋の彼岸」の中で、やはり小説の一部を引いて「この箇所は、どんな「文章読本」といった類の中に採り上げられても恥かしくない名文であると私は思う。」と書いている。また、「内田の文学は、地味で目立たぬながら「一つの確かな達成」であ」るとも書き遺している。

## 作品リスト
以下は不完全な作品リストにすぎない。

### 小説
- 忍び出る古里（1932年、これ以前に小品が書かれてはいるが事実上の処女作）
- 暴風雨の黎明（1933年）
- 水上の死（1934年）
- 蛸（1936年、『山桜』1936年文藝特集號豊島與志雄選二等入選作）
- 煙（1936年、『山桜』1936年新年号）
- 男累（1937年）
- やもり（1937年）
- 昼顔（1938年）
- 岐路（1938年）
- 列外放馬（1939年）
- 徒労（1942年）
- 離籍（1943年発表）
- 秋の彼岸（1946年発表、遺作）
- 愛以上の人々（未発表）
- 青春断種（未発表）
- 落ち葉のこころ（未発表）
- 輝く楽園（山下道輔・荒井裕樹編『ハンセン病文学資料拾遺』〈国立療養所多磨全生園自治会ハンセン病図書館刊、2004年〉所収）

### 戯曲
- 雪になる夜（『山桜』1936年文藝特集號豊島與志雄選佳作）

### 評論
- らい園作家の二つの型（1940年）
- 文学への恋文（1941年）
- 文禅一昧（1943年）

### 詩
- 病葉たちの饗宴（1937年）
- 微笑の詩
- 石臼の歌（1940年）
- 存在（遺稿）
- 桜花
- 五月雨
- 残影（遺稿）

### 図書収録
- 全生詩話会編 編「山鳩（他）」『詩集 野の家族』全生病院患者慰安会、1935年4月、51頁。全国書誌番号:44014406。
- 式場隆三郎編 編「蛸」『望郷歌 癩文学集』山雅房、1939年10月、83-98頁。 NCID BA35306361。全国書誌番号:46072651。
- 全生文芸協会編 編「病葉たちの饗宴・微笑の詩」『癩者の魂』白鳳書院、1950年2月、163-166頁。 NCID BN15776364。全国書誌番号:49004944。
- 盾木氾編著 編「秋の彼岸・列外放馬・徒労」『初期文芸名作選 ハンセン病に咲いた花』 戦前編、皓星社〈ハンセン病叢書〉、2002年4月。 NCID BA57337405。全国書誌番号:20272886。
- 山下道輔・荒井裕樹編 編「輝く楽園」『ハンセン病文学資料拾遺』国立療養所多磨全生園自治会ハンセン病図書館、2004年3月。 NCID BA6732580X。全国書誌番号:20587906。
- 山下道輔・荒井裕樹編 編「春雷の後」『ハンセン病文学資料拾遺』 第2巻、国立療養所多磨全生園自治会ハンセン病図書館、2004年4月。 NCID BA6732580X。全国書誌番号:20583776。

### 注
1. ↑  北条、内田の他のメンバーは、東條耿一、麓花冷、於泉信夫である。この5人の他に光岡良二を加える場合もあるが、光岡は最初の何回かに参加しただけであとは出席しなかったため、メンバーに数えないことが多い。
2. ↑  当時は関東の6府県で共同に運営されていた公立の病院。後の国立療養所多磨全生園。
3. ↑  当時の院内の患者がいかに貧しい生活だったかは、例えば内田の『秋の彼岸』の中の1エピソードを見ればわかる。その中では、ある夫婦が子犬を飼うのだが、成犬になるともう犬の餌代に困ってしまい、手放さざるを得なくなる。犬1匹の餌代をまかなえないほど貧しい生活だった。
4. ↑  多磨全生園の機関紙。太平洋戦争末期になって戦況悪化による物資不足のため一時発行が中断された。